# 忠和公園
忠和公園（ちゅうわこうえん）は、北海道旭川市にある公園。

## 概要
1990年（平成2年）に「健康都市宣言」をした旭川市が、翌年から緑豊かな環境の中で誰もが日常的に健康運動が楽しめる公園として整備を始めた。

## 施設
- 体育館

- 多目的広場
- パークゴルフ場（18H）
  - Aコース562 m par33[4]
  - Bコース571 m par33[4]
- ジョギングコース
  - 外周1,500 m
- 水上トリムコース
- 多目的コート
- 歩くスキーコース
  - コース距離：2.4 km[5]